# Adolfo Pérez Esquivel. Otro mundo es posible
Adolfo Pérez Esquivel. Otro mundo es posible es una película argentina del director Miguel Mirra que relata la vida y obra del Premio Nobel de la Paz, Adolfo Pérez Esquivel. Se estrenó en su país de origen el 7 de octubre de 2010.

## Estreno y recepción
La película se estrenó el 7 de octubre de 2010 en el Cine Gaumont en la ciudad de Buenos Aires, con aporte de material del Archivo de la Comisión por la Memoria de la Provincia de Buenos Aires y el Centro de documentación del Servicio Paz y Justicia.
Narra la biografía de Adolfo Pérez Esquivel desde su infancia.
Fue dirigida, editada y escrita por el documentarista Miguel Mirra. La música corrió por cuenta de Amanda Guerreño.
Claudio D. Minghetti, para el diario argentino La Nación tuvo una mirada general positiva del filme y lo calificó como «bueno». Destaca el trabajo de montaje del director y los temas tratados en la obra desde el punto de vista de diferentes foros de Latinoamérica.